# Congo aux Jeux olympiques d'été de 2012
La république du Congo a participé aux Jeux olympiques d'été de 2012 à Londres au Royaume-Uni du 27 juillet au 12 août 2012. Il s'agit de sa 11e participation à des Jeux d'été. Ses sept athlètes n'ont remporté aucune médaille.

## Athlétisme
Hommes
Courses
| Athlète                  | Épreuve | Séries   | Séries | Quarts de finale | Quarts de finale | Demi-finales | Demi-finales | Finale   | Finale |
| Athlète                  | Épreuve | Résultat | Rang   | Résultat         | Rang             | Résultat     | Rang         | Résultat | Rang   |
| ------------------------ | ------- | -------- | ------ | ---------------- | ---------------- | ------------ | ------------ | -------- | ------ |
| Devilert Arsene Kimbembe | 100 m   | 10.68    | 7e     | 10.94            | 54e              | NC           | NC           | NC       | NC     |

Femmes
Courses
| Athlète       | Épreuve | Séries   | Séries | Quarts de finale | Quarts de finale | Demi-finales | Demi-finales | Finale   | Finale |
| Athlète       | Épreuve | Résultat | Rang   | Résultat         | Rang             | Résultat     | Rang         | Résultat | Rang   |
| ------------- | ------- | -------- | ------ | ---------------- | ---------------- | ------------ | ------------ | -------- | ------ |
| Lorene Bazolo | 100 m   | 11.87    | 5e     | 11.90            | 52e              | NC           | NC           | NC       | NC     |

## Natation
| Athlète      | Épreuve         | Séries | Séries | Demi-finales | Demi-finales | Finale | Finale |
| Athlète      | Épreuve         | Temps  | Rang   | Temps        | Rang         | Temps  | Rang   |
| ------------ | --------------- | ------ | ------ | ------------ | ------------ | ------ | ------ |
| Emile Bakale | 50 m nage libre | 25.62  | 43e    | NC           | NC           | NC     | NC     |

| Athlète                  | Épreuve         | Séries | Séries | Demi-finales | Demi-finales | Finale | Finale |
| Athlète                  | Épreuve         | Temps  | Rang   | Temps        | Rang         | Temps  | Rang   |
| ------------------------ | --------------- | ------ | ------ | ------------ | ------------ | ------ | ------ |
| Aminata Aboubakar Yacoub | 50 m nage libre | 34.61  | 69e    | NC           | NC           | NC     | NC     |

## Tennis de table
Le Congo a qualifié trois pongistes pour les épreuves de tennis de table.
Hommes
| Athlète      | Compétition | Tour préliminaire                                          | 1er tour                              | 2e tour          | 3e tour          | 4e tour          | Quarts de finale | Demi-finales     | Finale           | Finale |
| Athlète      | Compétition | Adversaire Score                                           | Adversaire Score                      | Adversaire Score | Adversaire Score | Adversaire Score | Adversaire Score | Adversaire Score | Adversaire Score | Rang   |
| ------------ | ----------- | ---------------------------------------------------------- | ------------------------------------- | ---------------- | ---------------- | ---------------- | ---------------- | ---------------- | ---------------- | ------ |
| Saheed Idowu | Simple      | Ibrahem Al-Hasan 2-4 (3-11, 11-8, 11-7, 11-13, 6-11, 6-11) | -                                     | -                | -                | -                | -                | -                | -                | -      |
| Suraju Saka  | Simple      | Exempt                                                     | Liu Song 0-4 (3-11, 5-11, 9-11, 6-11) | -                | -                | -                | -                | -                | -                | -      |

Femmes
| Athlète  | Compétition | Tour préliminaire | 1er tour                                                     | 2e tour          | 3e tour          | 4e tour          | Quarts de finale | Demi-finales     | Finale           | Finale |
| Athlète  | Compétition | Adversaire Score  | Adversaire Score                                             | Adversaire Score | Adversaire Score | Adversaire Score | Adversaire Score | Adversaire Score | Adversaire Score | Rang   |
| -------- | ----------- | ----------------- | ------------------------------------------------------------ | ---------------- | ---------------- | ---------------- | ---------------- | ---------------- | ---------------- | ------ |
| Xing Han | Simple      | Exempt            | Alexandra Privalova 2-4 (2-11, 11-7, 6-11, 8-11, 11-8, 9-11) | -                | -                | -                | -                | -                | -                | -      |